# Divan (consiliu)

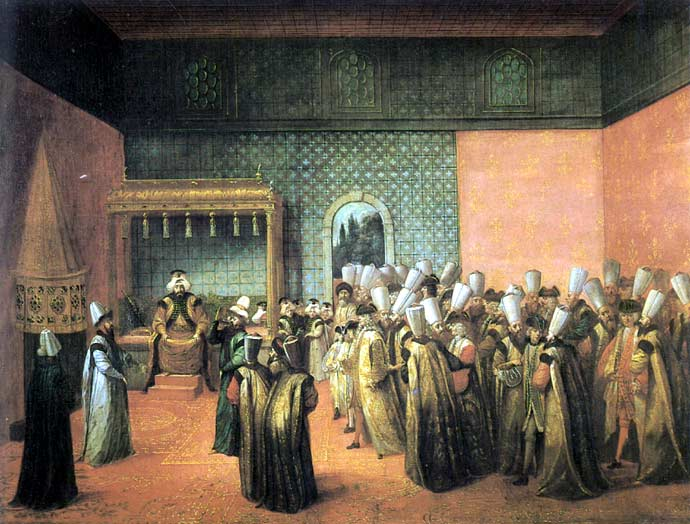
Audienţa acordată în Diwan-i-Khas ambasadorului francez, vicontele d'Andrezel, de către suitanul Ahmed al III-lea pe 10 octombrie 1724, pictură de Jean-Baptiste van Mour.

Divanul (în  limba persană: دیوان, dīwān) denumea un corp guvernamental de nivel înalt într-o serie de state islamice, sau persoana oficială care conducea acest corp guvernamental. 

## Etimologie

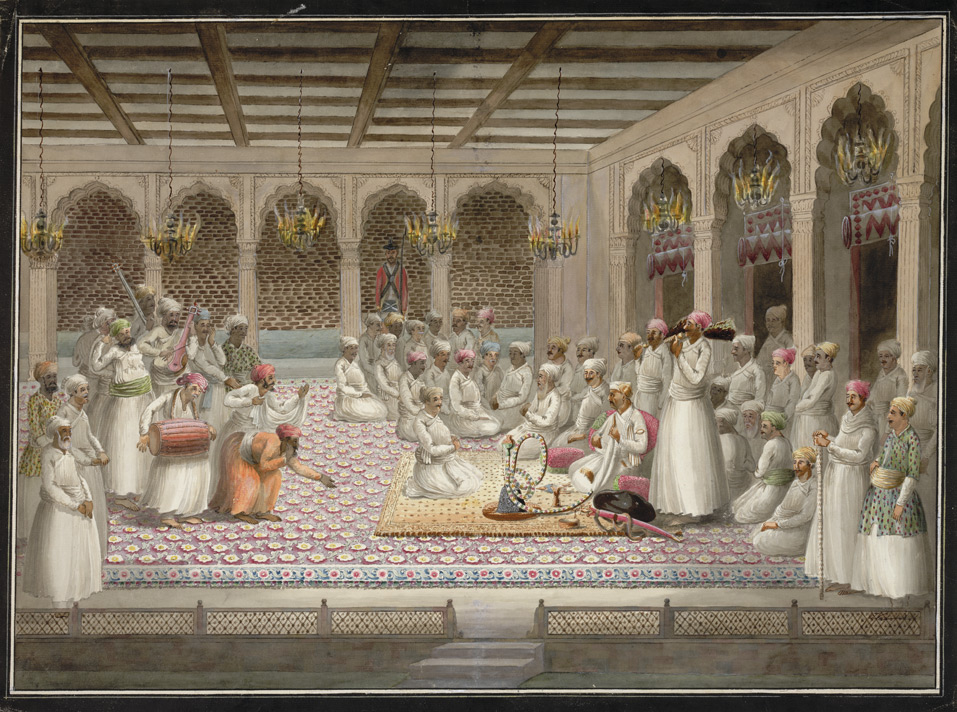
Divanul de iarnă la mughalul Nawab

Cuvântul a intrat în vocabularul european în timpul Evul Mediu cu înțelesul de „consiliu de stat oriental” din cuvântul  turc divan sau arab diwan. „Divan” este un cuvânt împrumutat în arabă (și în limba armeană) din persanul dīvān – "legătură de foi scrise, carte mică,  colecție de poeme " (ca în Divan-i Hafiz). Sensul acestui cuvânt a evoluat de la „registru de socoteli” la „birou de contabilitate”, „birou vamal”, „cameră de consiliu”, dar și la „divan” – piesă de mobilier specifică Orientului Mijlociu. Din același  dīwān avem în zilele noastre cuvinte în mai multe limbi romanice cu semnificația „vamă”: franceză douane, spaniolă aduana sau italiană dogana. 

## Consiliu
„Divan” apare pentru prima oară într-o lucrare medievală din secolul IX-lea, care descrie califatui lui Umar  I (634-644). După cucerirea Medinei, cuceritorii musulmani au avut nevoie de un sistem de administrare și a teritoriului și de gestionare a marilor bogății cucerite. A fost copiat sistemul persan ( Imperiul Sasanid fusese cucerit și islamizat de către Umar) și odată cu aceasta a fost preluat și numele – „divan”. Odată cu dezvoltarea sistemului birocratic, termenul a fost extins asupra tuturor birourilor guvernamentale. 
„Divanul Sublimei Porți” a fost pentru de-a lungul a mai multor secole consiliul suprem de conducere al Imperiul Otoman. Divanul otoman era compus din marele vizir, care prezida lucrările consiliului în lipsa sultanului, diferiți viziri, kazaskeri, nișancı, defterdari  și, ocazional, aga ienicerilor. 
Consiliile conducătoare din Principatele Dunărene aflate sub dominația otomană au fost de asemenea numite „divane”, (ca de exemplu Divanul ad-hoc). 
În limbile javaneză și cele înrudite se folosește termenul Dewan pentru denumirea camerelor adunării legislative, ca de exemplu  Dewan Perwakilan Rakyat – Camera Reprezentanților Poporului.

## Departamente ministeriale
În sultanatul Marocului au existat mai multe portofolii ministeriale ale căror titluri aveau în compunere cuvântul Diwan:
- Diwan al-Alaf – Ministerul de război;
- Diwan al-Bar – Ministerul de externe;
- Diwan al-Shikayat – Ministerul public;

## Clădiri

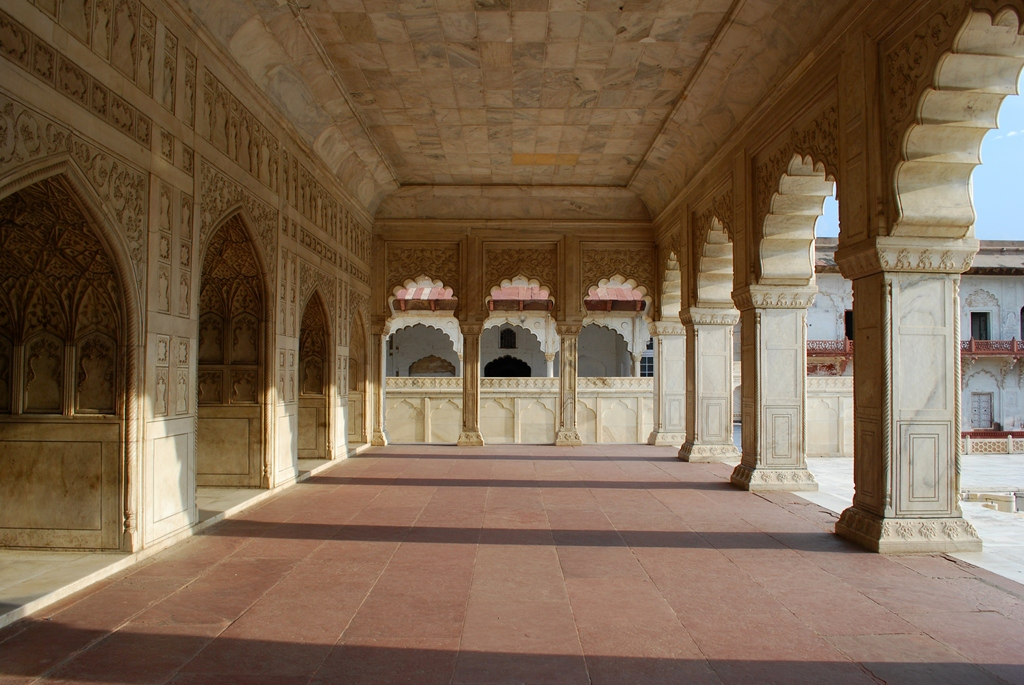
Dīwān-e-Khās din Fortul Agra

"Divan" este folosit pentru numirea unor clădiri somptuoase din India. 

### Dīwān-e-Ām
În Imperiul Persan a existat Divan-i-Aam (în limba persană ديوان عام), „Sala Audienței Publice”,unde regele ținea audiențe în masă. El ședea pe tronul imperial cu fața la petiționari. Miniștrii săi primeau petițiile și hotărau care urmau să-i fie prezentate în cadrul Dīwān-e-Khās.

### Dīwān-e-Khās
Dīwān-e-Khās (în persană  ديوان خاص) „Sala Audienței Private”, era o cameră mai mică decât Dīwān-e-Ām unde erau primiți ambasadorii și petiționarii care urmau să fie primiți în audiențe private. La Agra, Dīwān-e-Khās este o cameră mică placată cu marmură din imediate vecinătate a Dīwān-e-Ām.

## Altele

### West-Eastern Divan Orchestra
West-Eastern Divan Orchestra este o orchestră simfonică formată din circa 80 tineri muzicieni din Israel, din state arabe din zonă (Siria, Liban, Egipt, Iordania) și din Teritoriile Palestiniene fondată de evreul argentinian Daniel Barenboim și americanul de origine palestiniană Edward Said.